# 松平慶憲
松平 慶憲（まつだいら よしのり）は、江戸時代後期の大名。播磨国明石藩9代藩主。官位は従四位上兵部大輔、左近衛権中将。直良系越前松平家10代。

## 生涯
文政9年（1826年）、7代藩主・松平直韶の長男として江戸藩邸にて誕生。幼名は濤次郎。文政10年（1827年）、父・直韶は11代将軍・徳川家斉より自身の二十六男・周丸（ちかまる、後の8代・斉宣）を養嗣子として強要され、翌文政11年（1828年）に周丸が明石藩の世嗣となる。文政13年（1830年）、母・至誠院は実子の濤次郎が次期藩主となれず苦悶のうちに死去する（一説に自殺）。天保9年（1838年）、元服し、父・斉韶（直韶）より直憲（なおのり）と名付けられる。
弘化元年（1844年）4月、8代藩主・斉宣が病気重篤になり、急遽、世嗣となる。6月2日に斉宣が死去し、7月17日に家督を相続する。8月15日、12代将軍・徳川家慶に初めて御目見する。翌月、家慶の偏諱を授かり慶憲と改名する。従四位下に叙され、兵部大輔に任官する。弘化4年（1847年）、侍従に任官する。嘉永5年（1852年）、奥平昌高の十一女・鍼姫と婚姻する。
嘉永6年（1853年）、外国船の来航が頻繁になったため、明石海岸に12箇所の砲台を築く。ペリーが浦賀に来航し、明石藩は品川警備を命じられる。翌安政元年（1854年）、明石藩、神奈川の警備を担当する。安政3年（1856年）、鍼姫と離婚する。この年、左近衛権少将に任官する。文久元年（1861年）、従四位上に昇叙する。慶応2年（1866年）、第二次長州征討に参陣する。左近衛権中将に任官する。翌慶応3年（1867年）、長州征討より帰参。幕府より京都警備を命じられる。明治元年（1868年）、鳥羽・伏見の戦いには幕府方として参陣したが遅参し、大坂城にあった15代将軍・徳川慶喜の救出が出来ず明石に引き返す。明石城に官軍の山陽鎮撫使が進軍したため、本家筋の前福井藩主松平春嶽の取り成しで恭順の意を表し、城を明け渡す。官軍に従軍し姫路まで進軍する。戊辰戦争に参戦し、藩兵を越後方面へ派兵する。この年、藩校・敬義館が開かれる。
明治2年（1869年）に隠居し、家督を長男・直致に譲る。明治3年（1870年）、鶴雲と号する。明治17年（1884年）、直致が病没し、次男・直徳が家督を継ぐ。この年、華族令制定により直徳が子爵となり華族に列する（のち貴族院議員）。明治30年（1897年）死去。

## 官歴
日付は旧暦。
- 1838年（天保9年）12月12日、元服し、諱を直憲と名乗る。
- 1844年（弘化元年）7月17日、家督を相続し、明石藩主となる。9月11日、従四位下に叙位。兵部大輔に任官。将軍徳川家慶の諱を賜わり、慶憲と名乗る。
- 1847年（弘化4年）12月16日、侍従に任官し、兵部大輔の兼任如元。
- 1856年（安政3年）12月16日、左近衛権少将に転任し、兵部大輔の兼任如元。
- 1861年（文久元年）12月16日、従四位上に昇叙し、左近衛権少将・兵部大輔如元。
- 1865年（慶応元年）12月16日、左近衛権中将に転任し、兵部大輔の兼任如元。（諸侯年表では慶応2年1月16日）
- 1869年（明治2年）2月8日、隠居。
- 1870年（明治3年）3月1日、鶴雲を号す。

## 系譜
- 父：松平斉韶（1803-1868）
- 母：季遠姫 - 至誠院、松平直恒の娘
- 養父：松平斉宣（1825-1844）
- 正室：鍼姫 - 奥平昌高の十一女
- 側室：古満子 - 小林氏
  - 長男：松平直致（1849-1884）
- 生母不明の子女
  - 次男：松平直徳（1869-1931） - 松平直致の養子